# 中国商业经济学会
中国商业经济学会是中華人民共和國一間註冊民營社團法人，一級學會，1982年经中央书记处批准正式成立。主業務是研究社会主义初级阶段市场经济的商品流通理论，組織專家學術研討會和出版會刊。現有一名會長、兩名常務副會長、12名副會長管理各分社，會員約9萬人半月出版刊物《商業經濟研究》、《商业经济学会會刊》。
1982年8月13日中國經濟學團體聯合會第一屆理事會第三次會議在哈爾濱市舉行，中国商业经济学会當選常務理事組織。該團體聯合會後於1991年由中國社會科學院組織解散事宜，各會恢復獨立運作。2016年学会成立下屬專家會議-快速裝修產業分會，2019年成立健康产业分會。

## 分社
- 上海市商业经济学会
- 长沙商业经济學會
- 浙江商业经济學會
- 山東商业经济學會
- 湖北商业经济學會
- 黑龍江商业经济學會

## 業務
- 受邀至企業開展普及商业知识會議
- 受邀至企業组织人才培训
- 顧問服務兴办经济实体
- 中介对外交流
- 接受經濟專家署名文章投稿於會刊

## 違法擴大吸金事件
2019年10月民政部揭露中国商业经济学会大規模販售會員證吸金事件，但未達到觸法而是違反行政規定，處以停業三個月處分。
依據《社会团体登记管理条例》規定註冊民間社團不得設立「孫機構」也就是分會下再設立分會，2018年8月中国商业经济学会未经理事会批准，设立分支机构「精准扶贫工作委员会」，之後將甘肃、湖北、山西等29个地方代表处再隱藏於其下成為孫機構，违反学会章程大舉发展会员6万人，违规收取会费600万元人民幣且該款項沒匯入學會公款帳戶而是另設私人企業註冊帳戶隱藏，違反《民政部 财政部 中国人民银行关于加强社会团体分支（代表）机构财务管理的通知》第一项、第五项，款項依法沒收。
其每一會員證賣100元，誆騙參與商戶能成為扶貧計畫特約商家，民政部認為處於脫貧攻堅戰關鍵時刻，中国商业经济学会假借扶贫开发名义，违法募集、套取资金，违法违规开展活动，依据《社会组织信用信息管理办法》第十五条的规定，自行政处罚决定生效之日起，另将该会列入社会组织严重违法失信名单。

## 外部連結
- 中国商业经济学会主站（页面存档备份，存于）
- 中国商业经济学会奢侈品行業分會（页面存档备份，存于）
- 湖北商业经济學會（页面存档备份，存于）
- 長沙商业经济學會（页面存档备份，存于）